# Звернення до злоби
Звернення до злоби (лат.: argumentum ad odium) — це помилка, у якій хтось намагається завоювати прихильність у суперечці, використовуючи наявні почуття гіркоти, злоби або зловтішання у супротивної сторони. Це спроба схилити аудиторію емоційно, асоціюючи вираз ненависті з опозицією до аргументу промовця.
Помилкові ad hominem аргументи, які атакують лиходіїв, що дотримуються протилежної точки зору, часто плутають із закликами до злості. Ad hominem може бути подібним закликом до негативної емоції, але відрізняється від нього «прямою критикою» лиходія, що не є необхідним у зверненні до злості, де припускається ненависть до неблагополучної сторони.

## Приклади
- "Чому б ув'язненим не виконувати каторжні роботи? В'язниці повні відморозків!"
- "Припиніть переробку! Хіба ми не втомилися від голлівудських знаменитостей, які проповідують про порятунок Землі?"
- "Навіщо студентам ще більше? Я нічого не отримав від держави, і подивіться, що я повинен був віддати, щоб заплатити за своє навчання!"
- «Не підемо в оперу, Гітлер любив її, давайте замість цього підемо в цирк».